# Пост № 1
Пост № 1 — колійний пост Дніпровської дирекції Придніпровської залізниці на електрифікованій лінії Павлоград I — Синельникове I між станціями Зайцеве (15 км) та Синельникове I (6 км), на відгалуженні у напрямку станції Синельникове II та перед відгалуженням у напрямку станції Чаплине. Розташований на півночі міста Синельникове Синельниківського району Дніпропетровської області. Пасажирського значення немає.